# Abstrakt (traktura organowa)
Abstrakt – część mechanicznej traktury organowej – cięgno drewniane, rzadziej metalowe, przenoszące ruch klawisza ze stołu gry (za pośrednictwem kątownic i wałków skrętnych) do klap – rodzajów zaworów pneumatycznych otwierających dopływ sprężonego powietrza do piszczałki organowej.  W przypadku głosów o dużej menzurze (np. piszczałki 32-stopowe) abstrakty często przybierają formę grubych listewek o średnicy kilku centymetrów. Deformacjom i odwarstwianiu cienkich abstraktów drewnianych zapobiega częściowy oplot końcówki wykonany z metalu lub ze sznurka, prowadnica w formie grzebienia (zapobiegająca skręceniom), a przede wszystkim odpowiednio długie sezonowanie drewna, z którego organmistrz wykonuje ową część. Dodatkowym czynnikiem stabilizującym ów element jest lekkie obciążenie i wywołane tym napięcie cięgien, które wywołuje reszta traktury.